# Kap Farvel

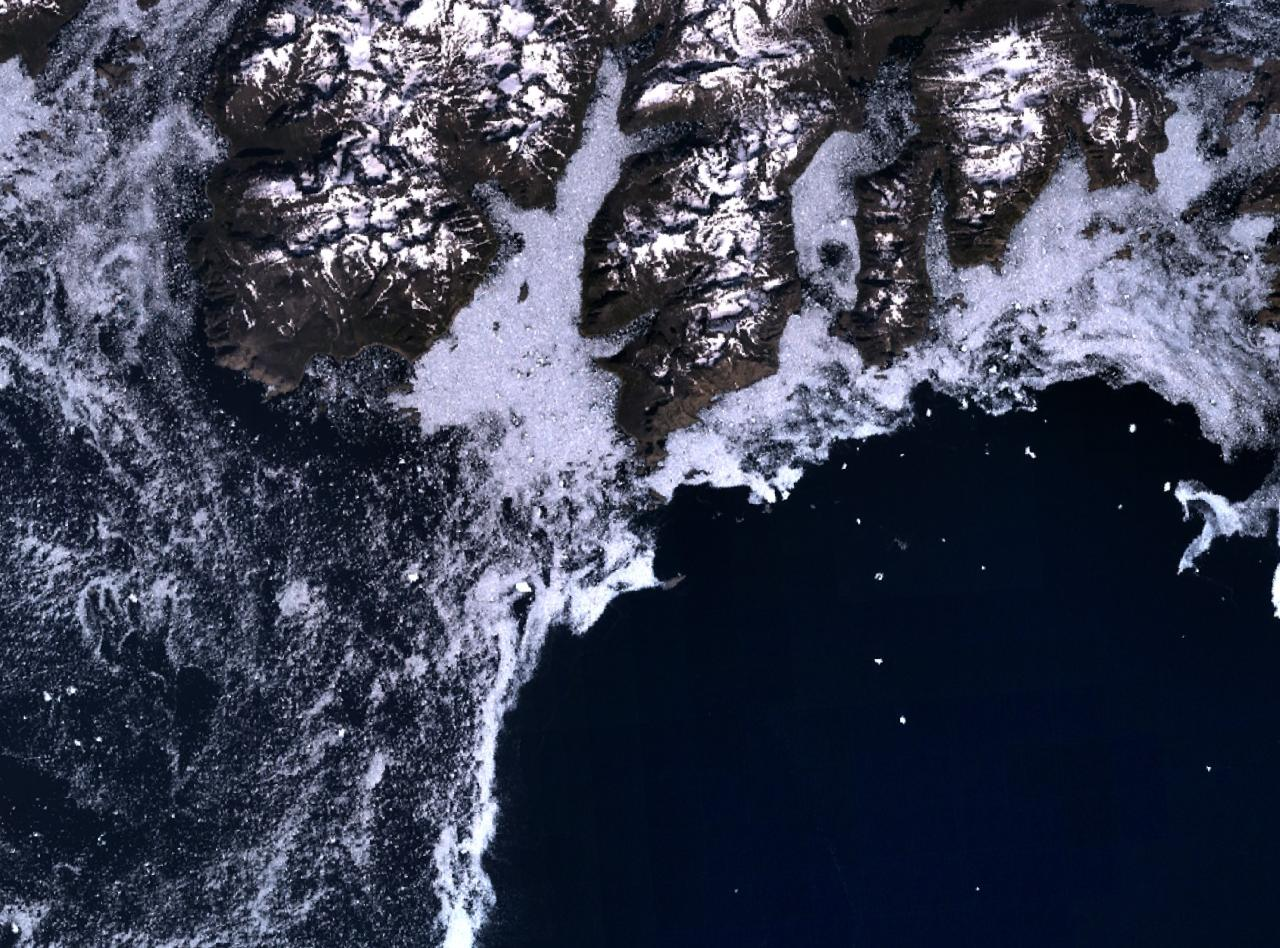
Kap Farvel (mitten) på satellitbild

Kap Farvel (ibland Kap Farväl; grönländska Uummannarsuaq eller Nunap Isua) är en bukt/udde på södra stranden av Eggers Ø (Itilleq) och är den sydligaste punkten på Grönland. Den ligger på ungefär samma latitud som Stockholm och Orkneyöarna. Området är en del av kommunen Kujalleq.